# Boba (Hungria)
Boba é um município da Hungria, situado no condado de Vas. Tem 10,95 km² de área e sua população em 2015 foi estimada em 827 habitantes.